# La Chailleuse
La Chailleuse ist eine Gemeinde im französischen Département Jura in der Region Bourgogne-Franche-Comté. Sie liegt im Kanton Saint-Amour. 
Sie entstand als Commune nouvelle per Dekret vom 28. Oktober 2015 mit Wirkung vom 1. Januar 2016 durch die Fusion der früheren Gemeinden Arthenas, Essia, Saint-Laurent-la-Roche und Varessia. 

## Gliederung
| Ortsteil                     | ehemaliger INSEE-Code | Fläche (km²) | Höhenlage (m) | Einwohnerzahl (2018) | Dichte (Einw. je km²) | Kantonszugehörigkeit |
| ---------------------------- | --------------------- | ------------ | ------------- | -------------------- | --------------------- | -------------------- |
| Arthenas (Verwaltungssitz)00 | 39021                 | 06,71        | 464–603       | 162                  | 24,1                  | Moirans-en-Montagne  |
| Essia                        | 39215                 | 04,86        | 459–640       | 072                  | 14,8                  | Moirans-en-Montagne  |
| Saint-Laurent-la-Roche       | 39488                 | 11,13        | 270–578       | 328                  | 29,5                  | Saint-Amour          |
| Varessia                     | 39544                 | 01,83        | 473–672       | 033                  | 18,0                  | Moirans-en-Montagne  |

## Geografie
Nachbargemeinden sind Cesancey im Nordwesten, Gevingey im Norden, Geruge und Bornay im Nordosten, Courbette und Alièze im Osten, Reithouse und Beffia im Südosten, Rothonay im Süden, Augisey im Südwesten und Rotalier und Val-Sonnette im Westen.